# Perenniporia fergusii
Perenniporia fergusii är en svampart som beskrevs av Gilb. & Ryvarden 1987. Perenniporia fergusii ingår i släktet Perenniporia och familjen Polyporaceae.   Inga underarter finns listade i Catalogue of Life.